# バンコク・エアウェイズ266便事故
バンコク・エアウェイズ266便事故（英: Bangkok Airways Flight 266）とは、2009年8月4日にタイ・サムイ空港行きの定期国内便、バンコク・エアウェイズ266便が着陸時に滑走路をオーバーランして無人の管制塔に衝突した事故である。

## 機体
事故機はATR 72-212Aで機体記号はHS-PGL、シリアル番号は670であった。この機体は2001年6月6日にフランスで機体記号F-WWERとして初飛行を行っていた。これは2001年7月16日にバンコク・エアウェイズの航空機（機体記号:HS-PGL）として運用に入った。その後、2006年5月29日にシェムリアップ・エアウェイズの航空機として運用を開始したが、シェムリアップ・エアウェイズが運行を中止した後の2009年1月7日にバンコク・エアウェイズへ戻ってきた。機体はPha Ngan（「パンガン」）と愛称が付けられ、飛行時間は約20,000時間であった。

## 事故概要
事故機は豪雨の気象条件によってスリップし、滑走路を横滑りし、消防署として使用されていた古い無人の管制塔に衝突したと報告されている。事故は現地時間で14時15分（UTCで7時15分）ごろ発生した。この事故でパイロット1人が死亡したと報告された。事故機の中で2時間以上身動きが取れなかった副操縦士が事故機から最後に避難した人物であった。うち4人 — イギリス人2人、イタリア人1人、スイス人1人が足を骨折する重傷、別のイギリス人2人がそれよりは軽いがひどい怪我を負った。副操縦士も足に怪我を負っていた。合計で41人が負傷した。
事故当時有効であったMETARはMETAR VTSM 040700Z 29015KT 9000 FEW020TCU SCT120 BKN300 31/25 Q1007 A2974 TCU-NWであった。以下はサムイ空港が発表したMETARの内訳である。 風速15ノット、風向290度、視程9km、地上高2000フィート地点の雲量1/8～2/8、地上高12000フィート地点の雲量3/8～4/8、地上高30000フィート地点の雲量5/8～7/8、気温31℃、露点25℃、気圧1007ミリバールもしくは29.74インチ、北西に雄大積乱雲。

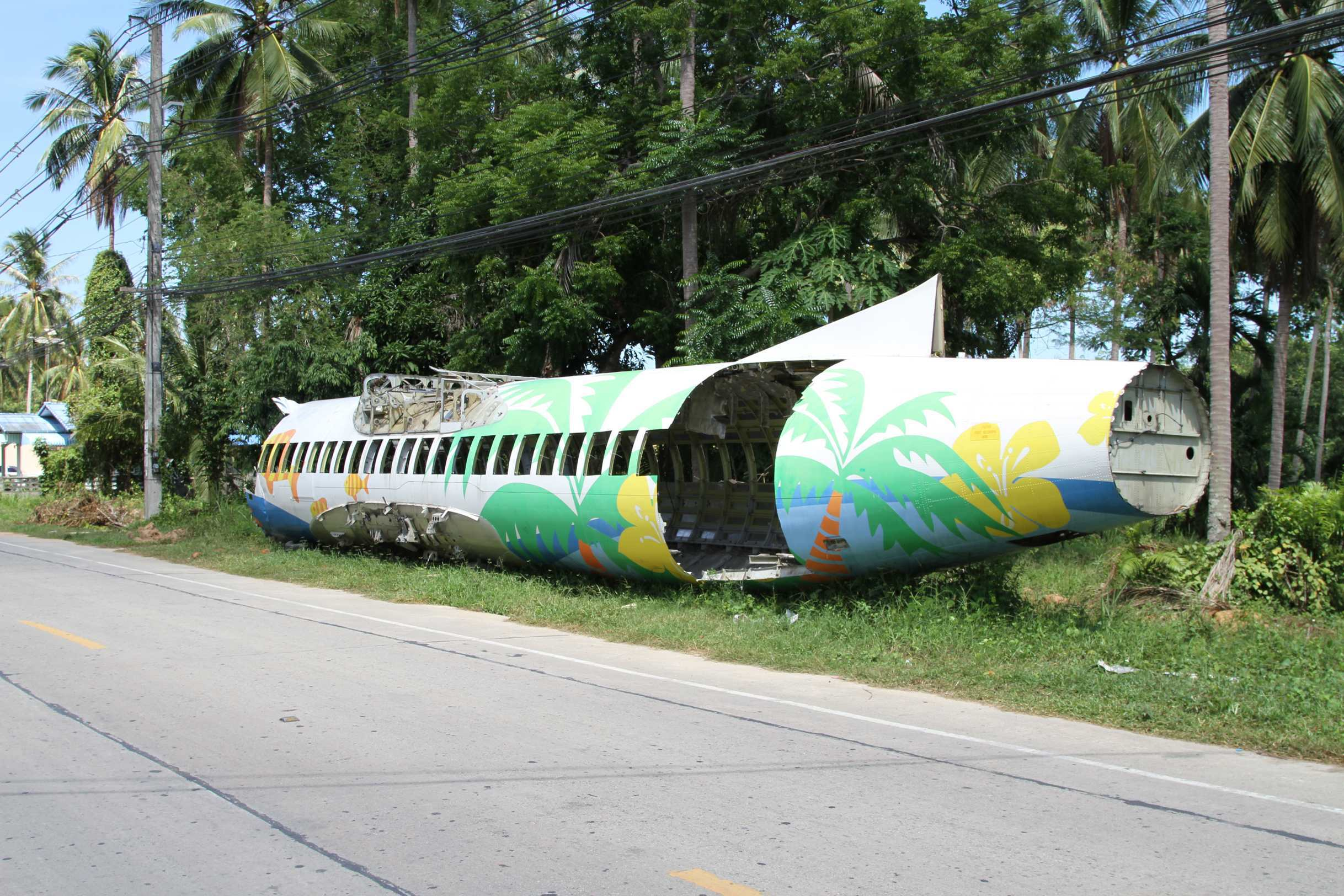
バンコク・エアウェイズ266便のATR72の胴体（2013年8月撮影）

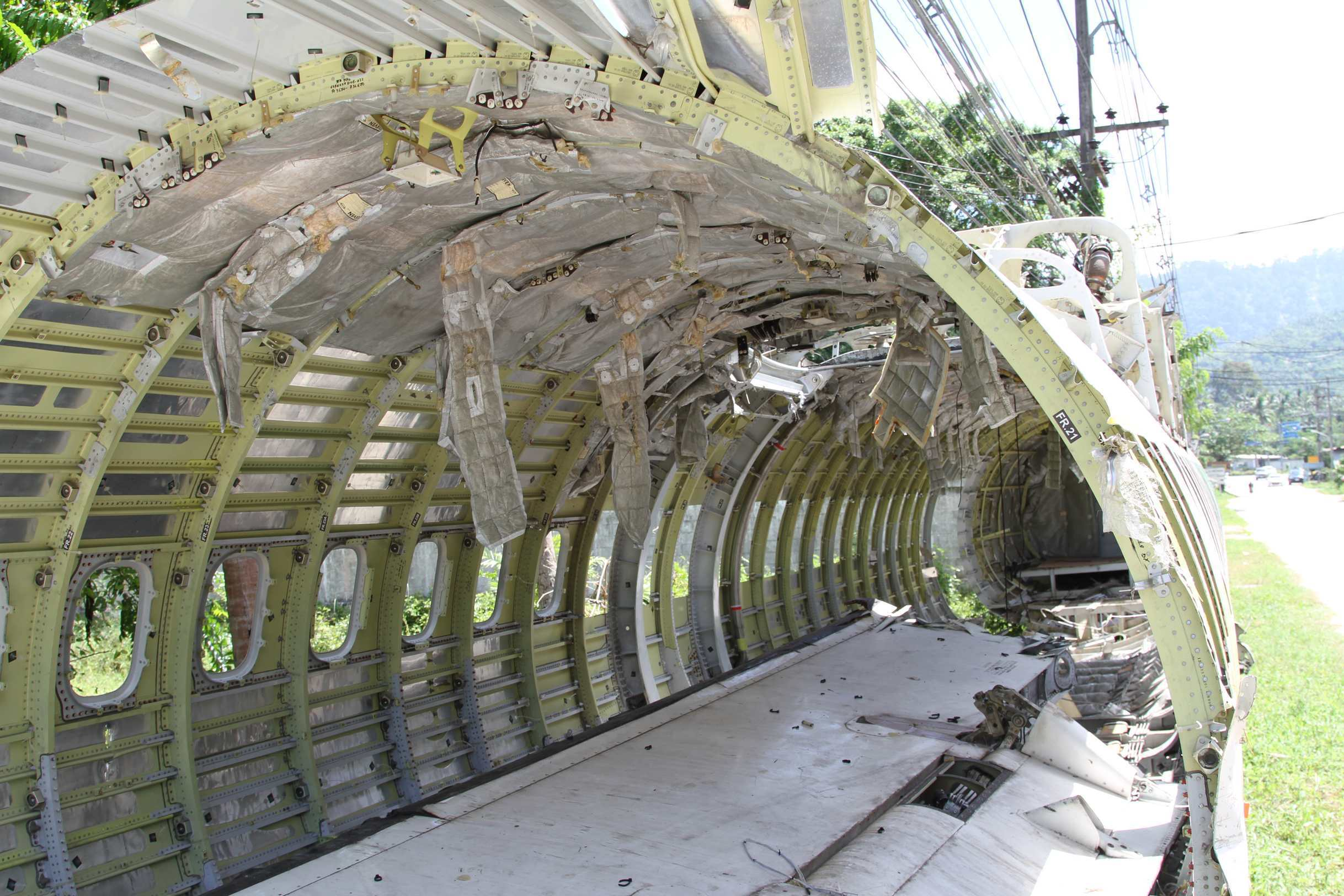
内部

事故機の胴体はサムイ島の各地の路傍に数年間置かれていたが、2013年10月に Majcha Air Samui Artificial Reef Project の一環として沈められた。